# Mazi Smith
Mazi Smith (Grand Rapids, 16 giugno 2001) è un giocatore di football americano statunitense che milita nel ruolo di defensive tackle per i Dallas Cowboys della National Football League (NFL).

## Carriera universitaria
Smith al college giocò a football a Michigan dal 2019 al 2022. Divenne titolare nel 2021, mettendo a segno 37 tackle e 4 passaggi deviati. Nel 2022 fu inserito nella formazione ideale della Big Ten Conference.

## Carriera professionistica
Smith fu scelto nel corso del primo giro (ventiseiesimo assoluto) del Draft NFL 2023 dai Dallas Cowboys. Debuttò come professionista subentrando nella gara del primo turno vinta contro i New York Giants mettendo a segno due placcaggi. La sua stagione da rookie si chiuse con 13 tackle e un sack disputando tutte le 17 partite, di cui 3 come titolare.